# NTT Data
NTT DATA è una multinazionale con sede a Tokyo che si occupa di system integration, servizi professionali e consulenza strategica facente parte del gruppo Nippon Telegraph and Telephone (NTT).
Serve principalmente i mercati telecomunicazioni, servizi, multi-utility, finanziari, pubblico, manifatturiero e sanità. Opera in oltre 50 paesi con più di 100 000 dipendenti.
NTT DATA è un'azienda quotata, ma circa il 54 percento è in mano a NTT. Nel 2016 l'azienda giapponese acquista per 3,1 miliardi di dollari Dell Services, ex Perot System. Yo Honma è dal 2018 presidente e amministratore delegato NTT DATA Corporation.

## In Italia

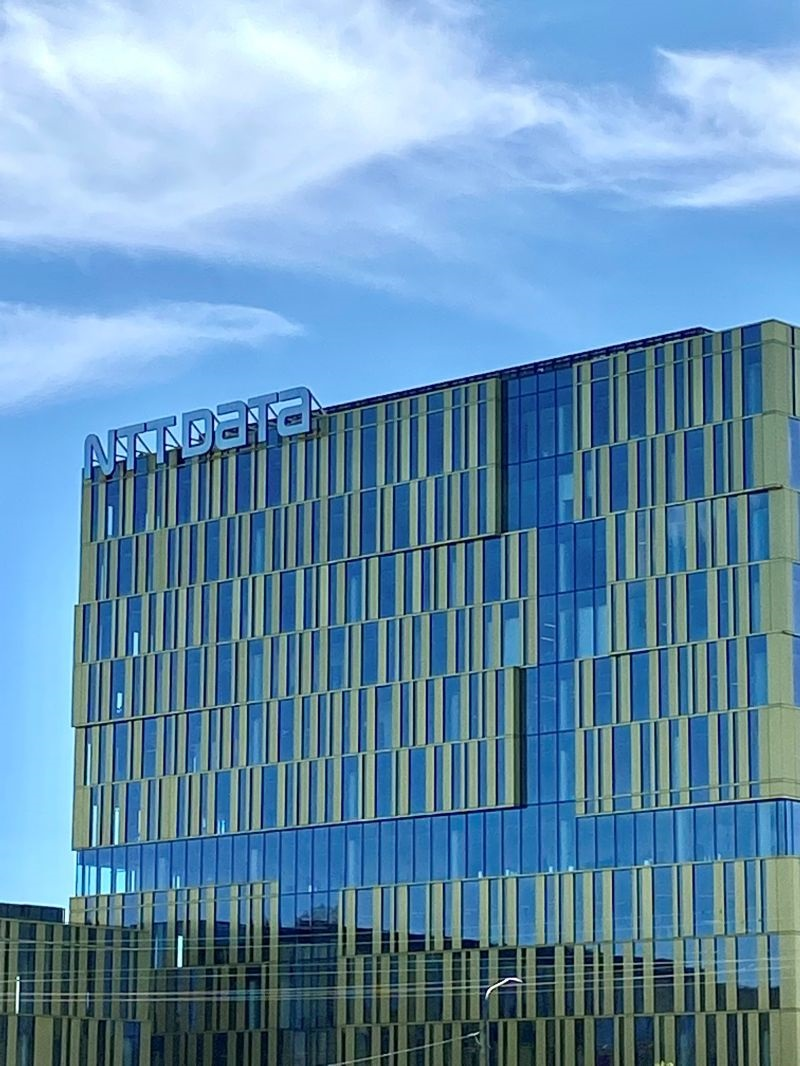
Nuovo headquarter Milano di NTT Data Italia.

L'entrata nel mercato italiano avviene nel 2011 con l'acquisizione dell'allora Value Team. Oggi sul territorio italiano conta oltre 5 000 dipendenti distribuiti in undici sedi tra cui la sede legale a Milano e le sedi di Roma, Pisa, Torino, Treviso, Genova, Napoli, Bari, Cosenza, Salerno e Bologna e fino a febbraio 2024 è stata guidata da Walter Ruffinoni. Il suo successore ad interim fino ad aprile 2024 è Miyuki Ide. Ad aprile 2024 è stato nominato il nuovo CEO: Ludovico Diaz.